# Adapisoricúlids
Els adapisoricúlids (Adapisoriculidae) són una família de mamífers euteris extints tradicionalment inclosos dins l'ordre dels insectívors. La classificació sistemàtica d'aquesta família enigmàtica no va ser fàcil . El biòleg estatunidenc Leigh Van Valen (1935-2010) va descriure la família el 1967, tot afegint el caveat que «és la família insectívora per a la qual fa menester una major revisió supraespecífica».
Se'n van trobar a l'Índia, Nord-àfrica i Europa i el 2019 per primera vegada a Namíbia a l'hemisferi sud. Conté sis gèneres. El primer va ser descrit per Lemoine, el 1885.
Segons la classificació taxonòmica proposada per Lopatin el 2006, van ser inclosos com a grup de posició incerta dins els lipotifles. Quan se'n descobriren els primers fòssils, els paleontòlegs creien que es tractava de tupaies similars a primats, d'aquí el nom Adapisoriculus (d'Adapis, un gènere de primats arcaics i del llatí sorex, 'musaranya').
Alguns, basant-se en la seva presència al Paleocè africà, suggereixen una relació amb els afroteris, mentre que altres tracen una relació amb els euarcontoglirs.